# Schuddebeurze
De Schuddebeurze is een natuurgebied ten oosten van de tot de West-Vlaamse gemeente Middelkerke behorende plaats Lombardsijde.
Het gebied van ongeveer 36 ha wordt beheerd door Natuurpunt en betreft een complex van kalkarme binnenduinen waar enkele zeldzame plantensoorten te vinden zijn, zoals onderaardse klaver, wegdistel en gaspeldoorn. Daarnaast zijn er veel planten te vinden die normaal op zure zandgronden groeien. De overgang naar het poldergebied is tegenwoordig gradiëntarm, omdat daar intensieve landbouw plaatsvindt. In het gebied ontspringt de Schuddebeurzebeek, welke het water afvoert. Langs het gebied loopt de Schuddebeurzeweg, welke reeds in 1244 werd vernoemd.
Tijdens de Eerste Wereldoorlog werd dit gebied door de beschietingen, met de nabijheid van het IJzerfront, in een kraterlandschap veranderd. Tijdens de Tweede Wereldoorlog werden er in een deel van dit gebied bunkers gebouwd
Het beheer als natuurgebied dateert van de jaren '90 van de 20e eeuw, en in 1997 werd het geklasseerd als erkend natuurreservaat. De Schuddebeurze is toegankelijk op de wandelpaden, en er worden excursies georganiseerd.